# 小渕岩太郎
小渕岩太郎（おぶち いわたろう）は、日本の軍人・実業家・政治運動家。元光山社代表取締役会長、日本工業大学後援会会長。群馬県吾妻郡中之条町出身。

## 来歴・人物
群馬県立渋川中学（現在の群馬県立渋川高等学校）から東京外国語学校西語（スペイン語）科に進学する。その後、1942年に豊橋予備士官学校を卒業する。1943年、陸軍中野学校に入校する。戦局の悪化に伴い、台湾に出征する。終戦を戦地で迎え、1946年に台湾から復員する。実兄の小渕光平が創業した光山社グループに入社した。1949年、光平の衆院選出馬に伴い、運動員として活動したが、公職選挙法違反容疑で逮捕された。のち光山社役員となり、長く経営の実権を握り、実業界で活躍した。1976年、日本工業大学後援会第6代会長に就任する。選挙参謀として甥の小渕恵三を支え、地盤が脆弱だったにもかかわらず12回連続当選に導いた。

## エピソード
作家の大下英治が甥の小渕恵三を描いたノンフィクション小説「小説早稲田大学 都の西北」の中で、「おじがいたが、戦争で死んだ」と、勝手に殺されたことがある。

## 主な出演
- 沖縄サミット誕生秘話〜小渕恵三物語〜

## 登場作品
- 自民党の若き獅子たち
- 経世会竹下学校
- 小渕恵三全人像

ほか